# Dorfkirche Mestlin

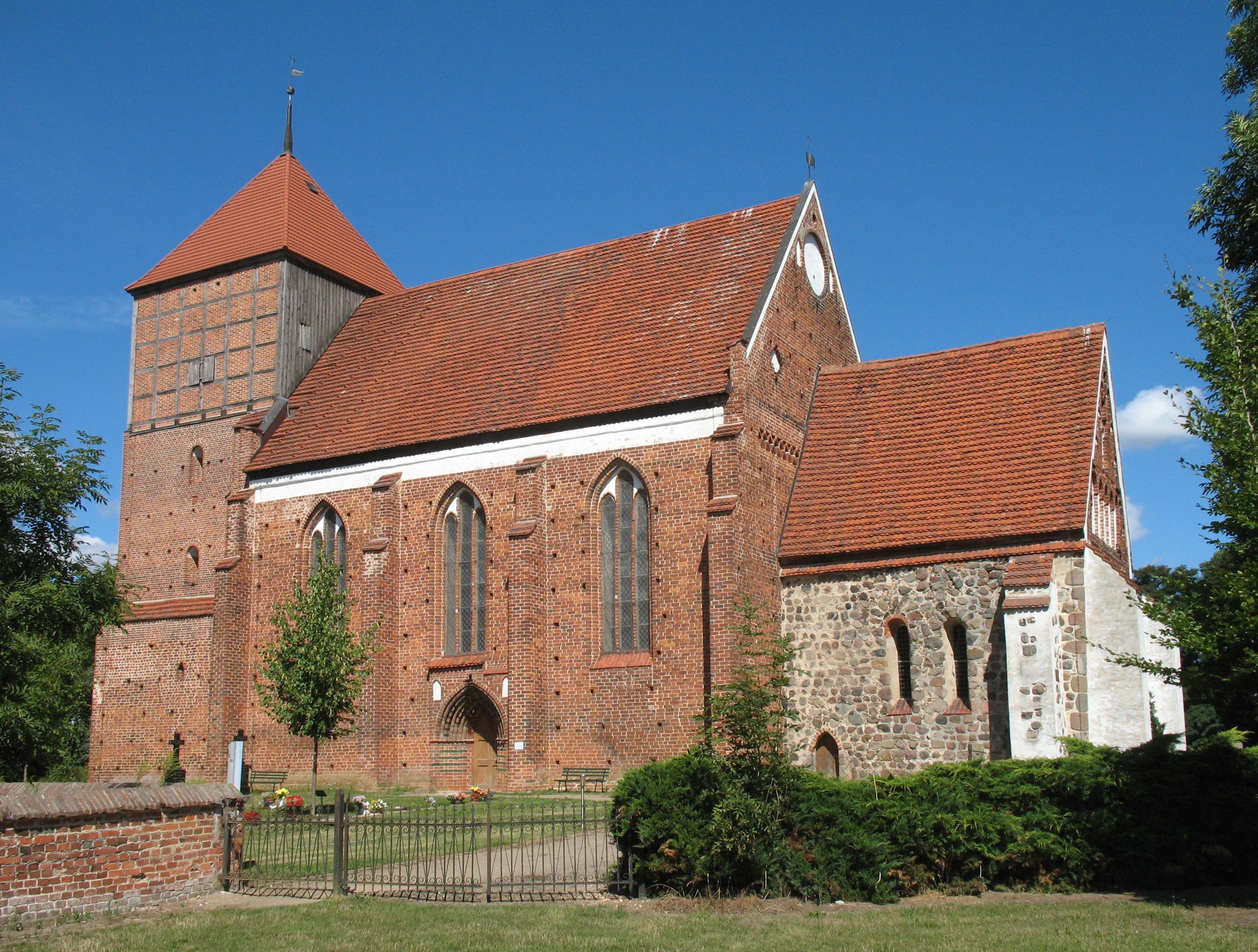
Dorfkirche Mestlin (2013)

Die Dorfkirche Mestlin ist eine gotische Backsteinkirche in der Gemeinde Mestlin im Landkreis Ludwigslust-Parchim in Mecklenburg-Vorpommern. Sie gehört zur Kirchengemeinde Mestlin in der Propstei Parchim im Kirchenkreis Parchim der Evangelisch-Lutherischen Kirche in Norddeutschland (Nordkirche).

## Geschichte

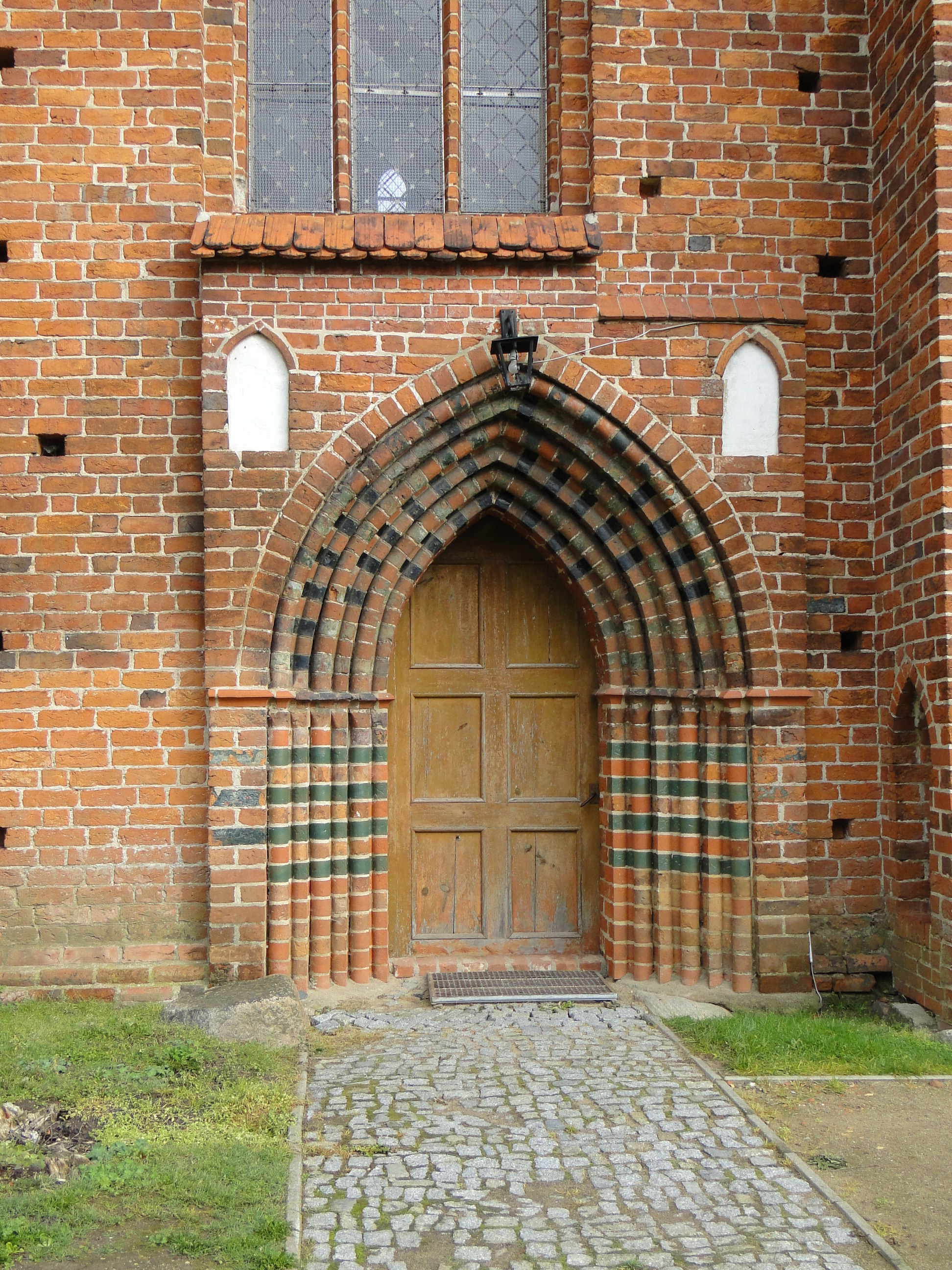
Portal auf der Südseite (2012)

Der Ort Mustelin wurde 1312 erstmals urkundlich erwähnt. Die Kirche Mestlin war von 1448/1450 bis zur Auflösung des Dobbertiner Klosteramtes 1919 Patronatskirche des Klosters Dobbertin.
Die Visitation aller Kirchen, an denen das Kloster Dobbertin das Kirchenpatronat hat, begann in Mestlin am 19. September 1557, wie im Protokoll Visitatio aller Dobbertinschen Kirchen Anno 1557 vermerkt. In diesem Protokoll ist Ruest als Mestliner Filial-Kirche genannt. In den Vorbemerkungen steht, die Nonnen seien so böse auf die Herren Visitatoren gewesen, dass sie keine Auskunft über ihre Kirchen geben wollten. Deswegen habe man anders nichts erfahren können, als dass man sich beim dortigen Küchenmeister Johannes Graetzen erkundigte, was er nach anfänglichem Sträuben auch angegeben hat. So wurde Mestlin mit Ruest gleich nach Goldberg visitiert. In Mestlin hatten die Visitatoren noch öffentliche Abgötterei, also vorreformatorische Heiligenverehrung, vorgefunden. Es waren viele Bilder geschmückt wie zur Zeit der „Papisterei“. Ein Kruzifix war aufgerichtet und davor hingen Flachs und Wolle. Auch Wachslichte, die neulich gebrannt hatten, waren vorhanden. Und als man den Pastor befragte, warum er so etwas zulasse, sprach er: „Wenn ich es hinweg tue, würde ich Undank verdienen, denn die Bauern sind es so gewohnt.“ Die Visitatoren entfernten alle Ärgernis erregende Bilder und die Bauernschaft wurde wegen solcher öffentliche Abgötterei hart bestraft. „Außerdem haben sie dem Dorfschulzen befohlen, die papistischen Bücher zu entfernen. Die Befragung des Pastors Joachim Harney in Mestlin ergab: Er sei ein armer, elender Mensch und zum Predigeramt nicht geeignet. Er war ein alter Meßpfaffe und hat an die sechzig Jahre in Mestlin gedient. Im Gesicht hatte er einen grausamen und schrecklichen Schaden: das linke Auge hing ihm aus dem Kopf und sah wie Aussatz aus. Darum ist er im Amt nicht zu dulden. Den Katechismus kann er nicht, er hat ihn auch nie bei der Predigt dem Volk vorgesprochen, wie die Bauern geklagt haben. In der Predigt ist er nicht bildend, in den Examen hatte er schlecht abgeschnitten. Er weiß auf keine Frage richtig zu antworten. Des Pastors Frau hat den Katechismus auch nicht gewusst, desgleichen kann des Pastors Sohn, der Küster ist, den Katechismus auch nicht.“ Vor Durchführung der Kirchenvisitation hatten die beiden regierenden Herzöge Johann Albrecht I. zu Schwerin und Ulrich zu Güstrow für beide Herzogtümer eine Kirchenordnung erlassen. In der Kommission waren die Rostocker Professoren Georgius Venetus und Tilmanus Heßhusen, der Superintendent Magister Gerhard Oemeke aus Güstrow, der von Herzog Johann Albrecht wegen Unbeliebtheit abgelehnt, auf Wunsch Herzog Ulrichs aber trotzdem in die Kommission aufgenommen wurde, der Magister Johannes Freder von der Marienkirche in Wismar und der Magister Simon Leupold aus Güstrow als herzoglicher Visitationssekretär.
Während des Dreißigjährigen Krieges flüchtete 1638 der Pastor Bartholomäus Simonis nach Parchim und starb dort im selben Jahr an der Pest. Von ihm stammt ein Büchlein Pfarr Nachrichten der Jahre 1611–1638. Die Mestliner Pfarre blieb sechs Jahre lang verwüstet. Simonis Sohn Johann, Kantor in Crivitz, wurde 1645 durch den Dobbertiner Klosterhauptmann Paschen von der Lühe zum Pastor in Mestlin bestellt. Gleich nach Amtsantritt wurde auch das Pfarrhaus verwüstet und Simonis wohnte um 1650 im Vicarien-Katen zu Ruest. Nach dem Kirchenvisitationsprotokoll von 1662 wohnten in Mestlin 8 Bauern und 7 Kossaten, in Ruest nur noch 4 Bauern und 2 Kossaten.
Der Parchimer Georg Brennecke wurde 1706 durch den Dobbertiner Provisor Philipp Cuno von Bassewitz auf Dalwitz neben zwei anderen Kandidaten zum Pfarrer in Mestlin befördert.
Pastor Johann Heinrich Birkenstaedt war von 1830 bis zu seinem Tod 1871 41 Jahre lang Pastor in Mestlin. Unter seinen Nachfolgern waren der Präpositus Tarnow aus Zabel bei Malchow, der Pastor und Schuldirektor Peters aus Schwerin und Pastor Hunzinger aus Drei Lützow. Dieser wurde am 14. September 1871 erwählt.

## Baugeschichte
Die erste Kirche, der Chor ist davon erhalten, wurde zwischen 1220 und 1250 gebaut. Die Umfassungswände des Feldsteinchores könnten von märkischen Bauleute errichtet worden sein, während der Backsteingiebel und die Einwölbung eher zur Formwelt der westfälischen Sakralarchitektur gehören.
Erst Anfang des 14. Jahrhunderts wurde der Kirchenbau im gotischen Stil fortgeführt. Nicht mehr fest abgeschlossene Räume, sondern weite Hallen mit breiten Fenstern öffnen den Innenraum zur Außenwelt. Bemerkenswert ist die Höhe vom Boden bis zum First, denn sie entspricht der Länge des Kirchenschiffes. Die Höhe der Kirchenmauern gleicht der Breite der Kirche. Zwei schlanke achteckige Pfeiler teilen die Halle in zwei Schiffe, genutzt als Männer- und Frauenseite. Der Chor, damals auch kleine Kirche genannt, wurde bis unter das Dach fünf Fuß dick mit Feldsteinen ausgeführt. Am Westgiebel befanden sich drei kleine, enge Fenster, die mit eisernen Gittern vor dem Einbruch durch Diebe gesichert waren.
Während des Dreißigjährigen Krieges wurde auch die Kirche schwer beschädigt und ihrer Ausstattung beraubt. In den sieben Jahren Vakanz von 1638 bis 1645 sollen auf den Mauern und dem Dach Fliederbüsche und Birken gewachsen sein.
1697 erhielt die Mestliner Kirche eine Turmuhr. 1708 wurde zur Stützung der Seitenmauern des Chores je ein Pfeiler außen angebaut. Nach 1745 erfolgte die Erhöhung des Turmes um zwei Stockwerke mit einem Pyramidendach. Die Jahreszahl 1749 befindet sich in einem Ziegelstein an der Südseite des Kirchturms und auf der Wetterfahne des Turmes ist die Jahreszahl 1750 verewigt.
Das 1653 noch mit einem Schilfdach gebaute alte Pfarrhaus wurde abgerissen und dafür 1755/56 das heutige Pfarrhaus errichtet. Die Dach- und Mauerziegel kamen aus der klostereigenen Ziegelei in Lähnwitz. Es hatte im Erdgeschoss acht Wohnzimmer, eine Leutestube, eine Küche mit Speisekammer, eine Hinterdiele und ein Keller. Im Obergeschoss gab es zwei Böden mit vier Giebelstuben, sechs Kammern und eine Räucherkammer. Auf dem Pfarrhof befanden sich noch eine Scheune, ein Viehhaus, ein Schweinestall, ein Waschhaus und ein Gartenkeller.
Bedingt durch Setzungen und Risse in den Außenwänden wurden 1708 an beiden Seiten des Kirchenschiffs die ersten Stützpfeiler angebaut. 1770 wurden an der Ostwand des Chores auch zwei Stützpfeiler angebracht. 1771 wurde das Dach des Chores komplett erneuert und die alten Mönch-Nonnen-Dachziegel durch Zungensteine ersetzt worden. In der Pfarrchronik von 1785 bemängelt der damalige Pastor Johann Clamor Buchholz auch Fehler beim Kirchenbau. Der einzige Hauptfehler dieses sonst schönen Gebäudes sind die beiden mittigen Pfeiler, besonders der nahe der Kanzel. So kann man den Prediger nicht überall sehen und hören. Welch ein Schaden, dass ein so kostbares Gebäude einen Pfuscher zum Baumeister hatte.
1878 konnten die Fenster im Langhaus erneuert werden, dazu kamen auch Rechteckscheiben aus den Fenstern der Dobbertiner Klosterkirche.
1985 und 1986 wurde elektrisches Licht und eine Bankheizung installiert.
Ab 1995 bis 1996 erfolgten Instandsetzungsarbeiten am Turm, dem äußeren Kirchenschiff mit Dach, Fenstern und den Fassaden.
Am 25. Februar 2021 verübten bislang unbekannte Täter in der Kirche einen Brandanschlag, in dem sie ein mittelalterliches Gestühl in der Nähe des Altars und der Kanzel anzündeten. Dabei wurde nicht nur das Gestühl arg in Mitleidenschaft gezogen, sondern die gesamte innere Kirche mit einer Rußschicht überzogen. Dies ist als ein schwerer Fall von Vandalismus zu betrachten. Nur durch schnelles Handeln des Pastors Kornelius Taetow und seiner Frau konnte Schlimmeres verhindert werden. Der entstandene Schaden, ohne die Restaurierung der Malereien an der Kanzel und dem Altar, belaufen sich auf mehrere 10 000 Euro. Durch den Restaurator Andre Streich aus Putlitz wurden Anfang April 2021 erste Begutachtungen der Brandschäden und dem Ruß auf Kunstgut vorgenommen.

## Baubeschreibung

### Äußeres
Die Dorfkirche Mestlin ist ein stattliches gotisches Bauwerk, das wie zahlreiche andere mecklenburgische Dorfkirchen äußerlich klar in Chor, Langhaus und Turm gegliedert ist. Der älteste Teil ist der im unteren Teil in Feldsteinmauerwerk erbaute Chor quadratischer Grundform aus der Zeit vor 1250.
Zur hervorragenden norddeutschen Kirchenbaukunst dieser Jahre gehört der Schaugiebel auf der Ostseite vom Chor. Er zeigt eine Gruppe von drei rundbogigen Fenstern, darüber einen Giebel aus Backstein mit Deutschem Band, rundbogigen Blenden und einem Kreuz in Blendenform, die von einem ansteigenden Rundbogenfries in den Giebelschrägen gerahmt sind.
Der etwa gleichzeitig mit dem Langhaus errichtete Westturm auf quadratischem Grundriss besitzt zwei Geschosse in Backsteinmauerwerk mit abgetrepptem Portal und ist mit einem Oberteil aus Fachwerk und einem Pyramidendach aus der Mitte des 18. Jahrhunderts geschlossen. 1876 bedurfte die Kirche neuer Fenster, diese kamen 1877 von der Dobbertiner Klosterkirche.
Im Kirchen-Register von 1697 wurde am Turm schon eine Schlag-Uhr erwähnt, die der Uhrmacher Gabriel Runge aus Wismar gebaut hatte. 1751 vom Schweriner Uhrmacher Lipell repariert, wurde sie 1763 vom Parchimer Uhrmacher Hempel mit anderweitigen Verbesserungen repariert. Pastor Johann Clamor Buchholz fand es bequem, eine Schlag-Uhr im Dorfe zu haben.

### Innenraum

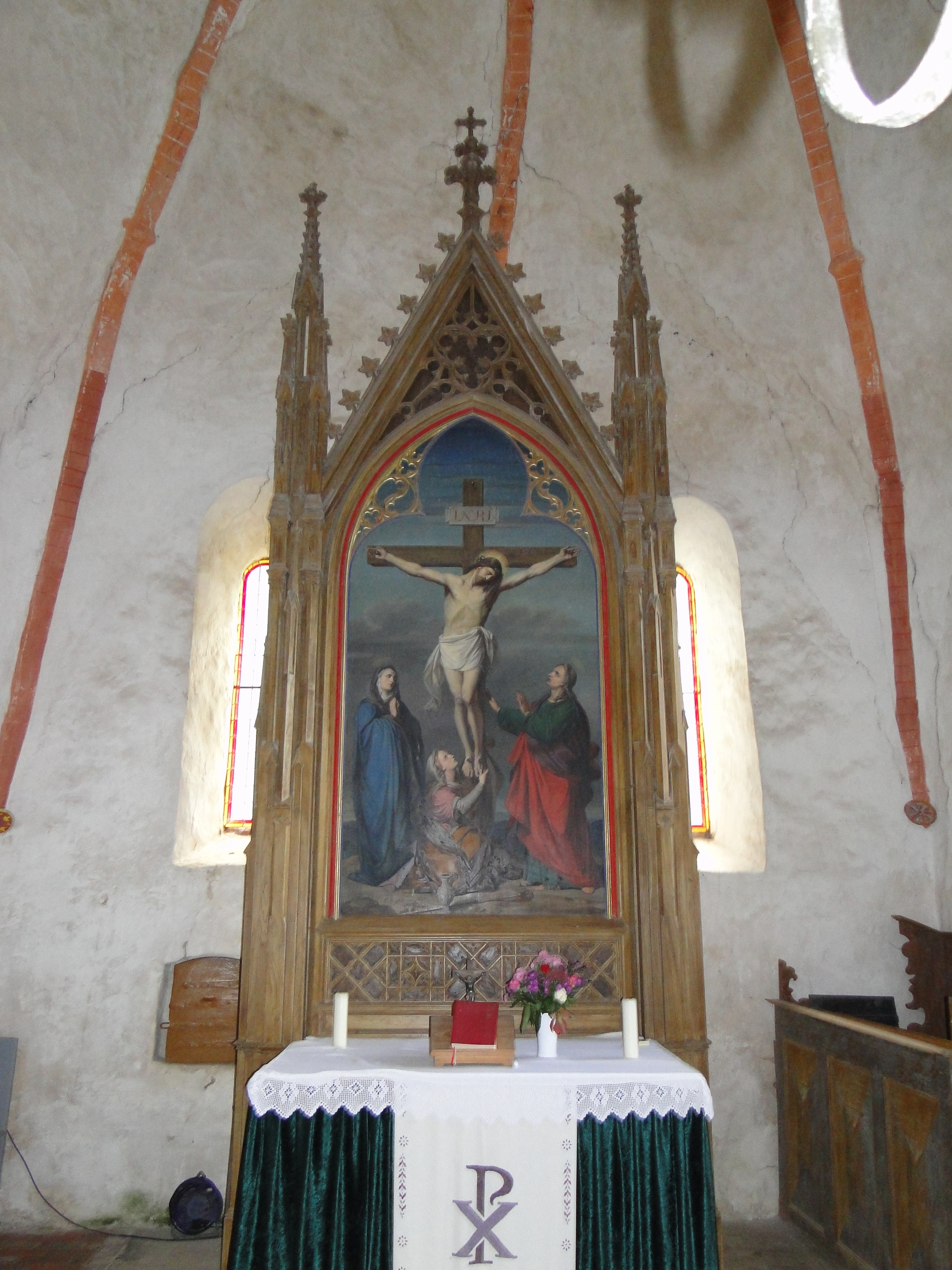
Altar von 1859 (2012)

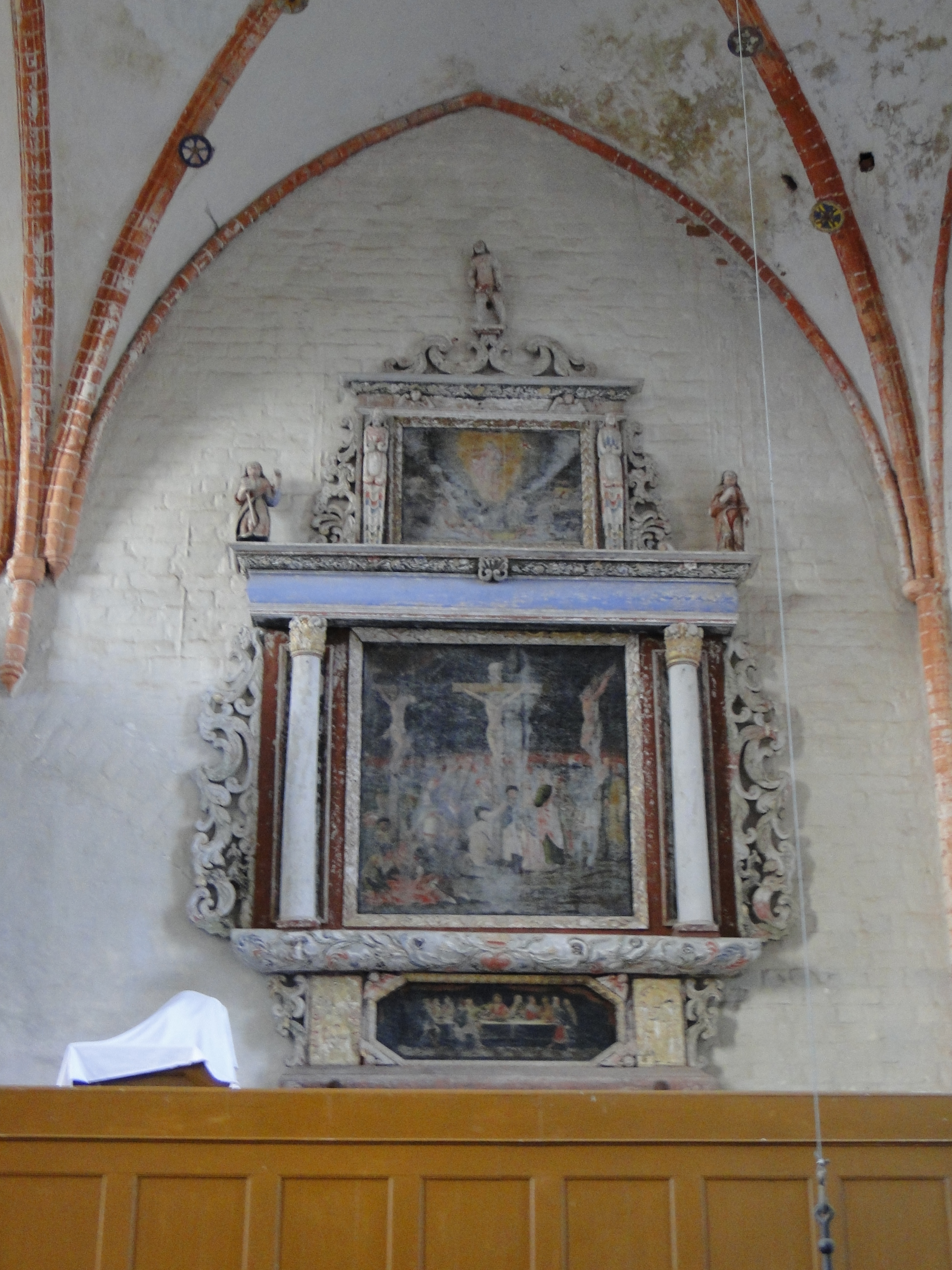
Ehemaliger Altar von 1693 (2012)

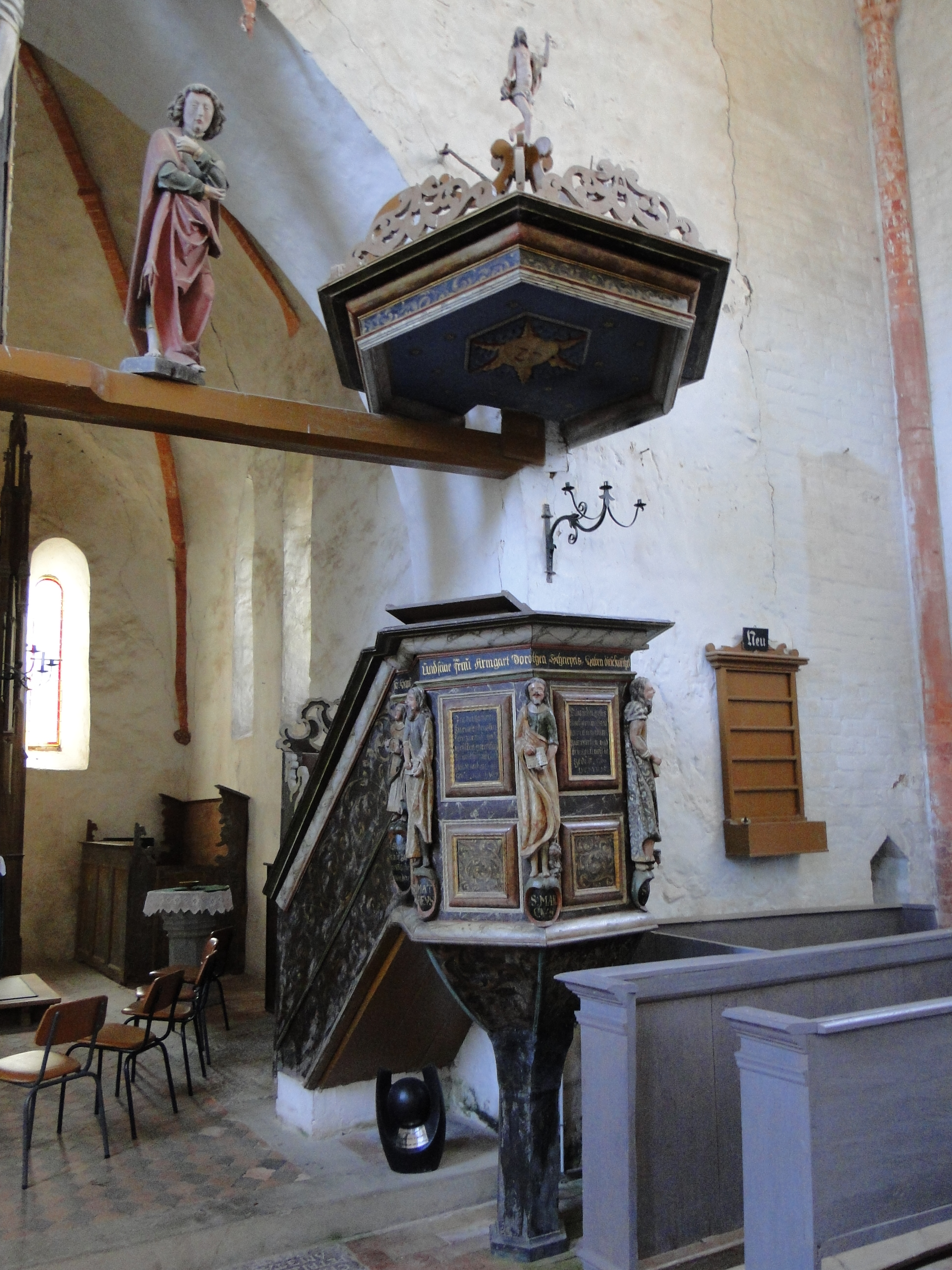
Kanzel (2012)

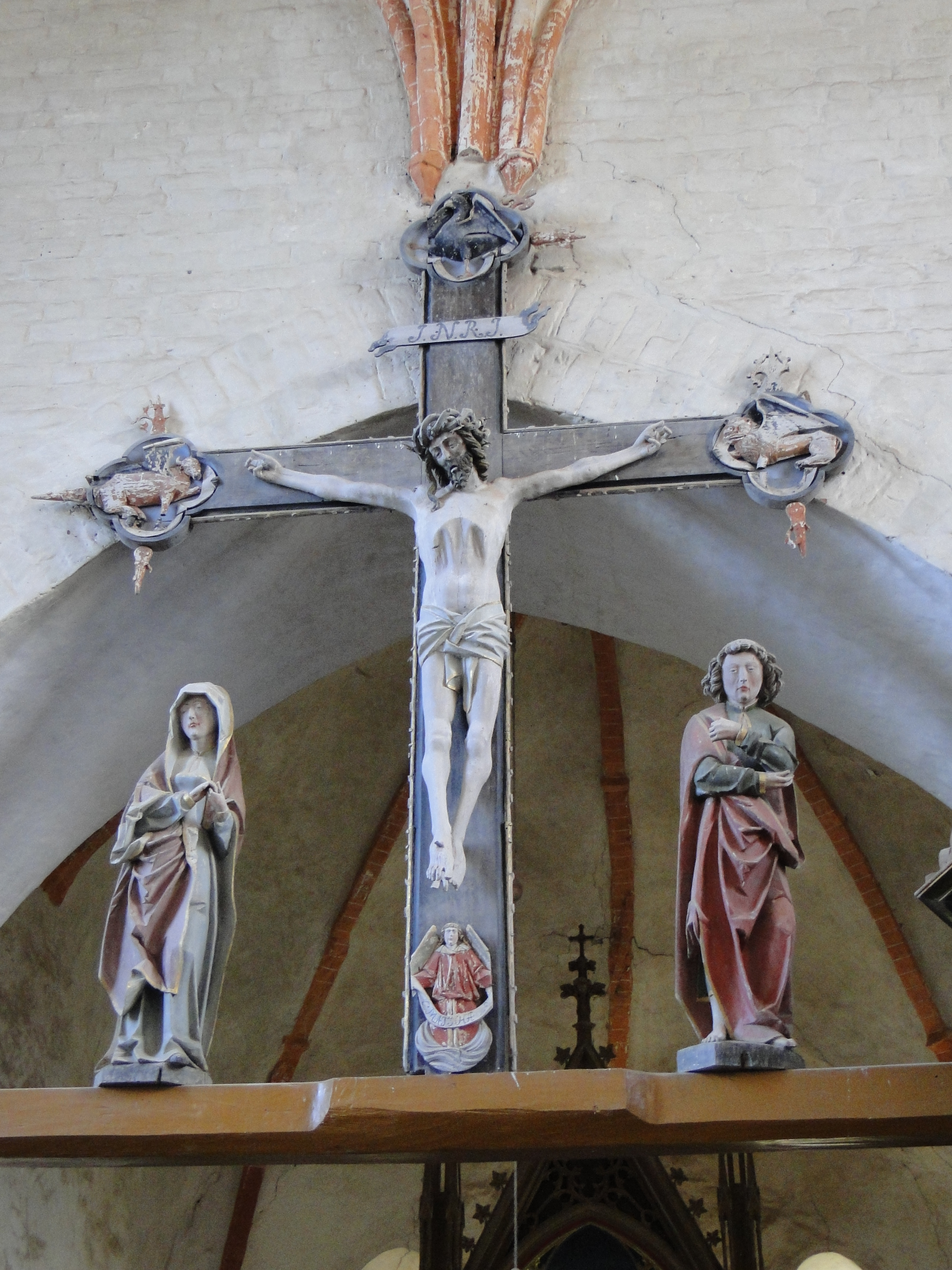
Triumphkreuzgruppe (2012)

Das Innere ist mit einem kuppelartigen Domikalgewölbe mit Scheitelring geschlossen und öffnet sich mit einem spitzbogigen Triumphbogen zum Langhaus. Das schlichte Langhaus ist eine zweischiffige, dreijochige Halle mit Strebepfeilern aus dem frühen 14. Jahrhundert, die erheblich höher als der Chor ausgeführt wurde. Die Kreuzrippengewölbe werden von Achteckpfeilern mit vorgelegten Runddiensten getragen. Die Diagonalrippen sind in regelmäßigen Abständen mit bemalten Zierrosetten aus gebranntem Ton geschmückt, die zum Teil in Holz ergänzt wurden. Das Langhaus wird von großen dreiteiligen Spitzbogenfenstern erhellt und von einem abgetreppten Portal an der Südseite erschlossen.
1709 erfolgte durch Mestliner Hausleute die Errichtung von neun Kirchenbänken vor der Kanzel, nachdem der Dorfschulze Joachim Bremer sich einen Schulzenstuhl in der Mestliner Kirche hat bauen lassen. Bemerkenswert ist auch die Sitzordnung auf der Frauen- und Männerseite. Bei den Frauen saß auf der ersten Bank Frau Pastorin mit Begleitung, auf der zweiten Frau Verwalterin mit Begleitung, auf der dritten die Försterin und die Schulzenfrau jeweils mit Anhang. Bei den Männern blieb die erste halbe Bank leer, auf der nächsten Bank saßen Holländer, Hofschäfer und deren Knechte, auf den übrigen sieben Bänken die Hausleute und die Katenleute. Auf der Bank neben der Tür saßen die Pastoren- und Schulzenknechte, auf den restlichen drei Bänken die übrigen Knechte, Halbknechte und Jungen. Hinter diesen Bänken befanden sich seit 1747 fünf etwas höher liegende Stühle für die Glashüttenleute vom Mühlenhof.
Von der mittelalterlichen Inneneinrichtung ist außer dem Tabernakel, in dem in vorreformatorischer Zeit die Eucharistie aufbewahrt wurde, nur die Triumphkreuz-Gruppe um 1500 erhalten.

#### Altar
Während des Dreißigjährigen Krieges war auch die Kirche schwer beschädigt worden. Da das Kirchenpatronat und somit die Baulast beim Kloster lag, waren bei der Beschaffung neuer Ausstattungen die Dobbertiner Klostervorsteher gefragt. Die Mestliner brauchten mehr als zehn Jahre für ihre neue Kanzel, den Altar und den Taufstein. Doch wie kamen zwei gleiche Altäre in die Kirchen von den zwei nebeneinander stehenden Dörfern in Mestlin und Ruest? Darüber berichtete 1785 Pastor Johann Clamor Buchholz in seiner Ausführlichen Nachricht von Kirchen und Pfarr-Sachen zu Mestlin und Ruest und was zu deren gründlichen Übersicht zu wissen, nöthig geschienen, aufgesetzt, und durch beyliegende Schriften, Pläne und Tabellen bestätigt. In dieser Pfarr-Chronik schrieb er: „Durch Beförderung des Closters und anderer Gutthätigen hat der Tischler Caspr Hirsch zu Sternberg den Altar erbauet, doch die Bildhauer-Arbeit sei nicht zum besten gerathen.“ Und auch der Güstrower Künstler Borchard Bohme, zuständig für „Malerey und Vergoldung,“ musste nachträglich Kritik einstecken. Von einer Abendmahlsszene „mit den gewöhnlichen Fehlern des Malers“ war hier die Rede. Vermutlich hatte es schon langfristige Kontakte zwischen Hirsch, Bohme und den Pastoren, auch zu den biblischen Geschichten gegeben. Pastor Andreas Petri war vorher Kantor in Sternberg.
Der barocke Altar mit einem dreigeschossigen Aufbau gliedert sich in den Altaraufsatz mit dem Bild von der Auferstehung. Darunter befindet sich das Hauptgesims mit vergoldeter lateinischer Inschrift auf himmelblauen Grund. Im Retabel auf den zwei Säulen mit vegetabilen Schnitzereien ist die Kreuzigung zu sehen. Auf der Predella über dem Altartisch befinden sich die Abendmahlszenen. Als Andenken für die Schaffung des Altars steht auf der Rückseite: „Anno 1683 ist dieser Altar Gott zu Ehren und der Kirche zur Zierd, aus bey Hülffe guthätiger Freunde und dieser Gemeine verfertigt, da Kirchen Patron war Herr Christoff Friedrich von Jasmundt, Pastor Herr Johannes Simonis, und Herr Andreas Petri, Vorsteher Joachim Wiese, Michel Soltau.“ Heute befindet sich dieser Altar von 1693 an der Westwand auf der Orgelempore.
1858 bat Pastor Johann Heinrich Birkenstaedt die Klostervorsteher, ihm bei der Anschaffung eines größeren, der Zeit entsprechenden Altars behilflich zu sein, da schon freiwillige Beiträge gesammelt wurden und ein gütiger Geber eine Altardecke geschenkt habe. Das Komitee des Landtages war der Ansicht, dass es sich besser ziemet, da die Kirche zu Mestlin klösterlichen Patronats sei, wenn die Klosteradministration diese Angelegenheit selbst in die Hand nähme und sich nicht zu denen zählen lasse, welche durch freiwillige Beiträge die Ausschmückung der Kirche unterstützen.
Der Dobbertiner Klosterhauptmann Julius von Maltzan ließ in aller Eile durch den Schweriner Hofmaler Gaston Lenthe, der zuvor das sehr ähnliche Altarbild in der Klosterkirche zu Dobbertin gemalt hatte, bis Ostern 1859 das 290 cm × 142 cm große mit Öl auf Leinwand gemalte Altarbild Kreuzigung fertigen. Hier umstehen nur drei Personen den gekreuzigten Jesus: Maria, Johannes und Maria Magdalena. Die Personen stehen nicht eigentlich, sie handeln eher. Die Darstellung, der sich keine Vorzeichnung zuordnen lässt, ist, vor allem in den Gesichtern, nach wie vor nazarenisch geprägt. Sie zeichnet sich jedoch demgegenüber durch eine bewegtere, lebendigere Darstellung aus. Lenthes Kreuzigung unterscheidet sich erheblich von seinen anderen Darstellungen. Auch der als Wimperg mit Fensterrose, Fialen und Kriechblumen gestaltete Altaraufbau ist im üblichen gotisierenden Stil gehalten und der breite Spitzbogen des gold, rot und blau gefassten Rahmens ist im oberen Teil mit einer Konstruktion aus Dreipässen und Kreisen mit Fischblasen ausgefüllt, so dass ein weiterer Spitzbogen entstand, in den das Kreuz hineinragt. Dadurch hat das Gemälde mehr an Bewegung und Lebendigkeit gewonnen.
Als Andenken für die Schaffung ist auf der Rückseite des Altars zu lesen: „Neu errichtet zu Ostern 1859, als Klosterpatrone waren Landrath H. D. v. Blücher auf Suckow, ViceLandmarschall J. H. C. v. Behr auf Hindenberg, Klosterhauptmann Baron J. v. Maltzan aus Kl. Lukow, Pastor H. Birckenstaedt, Küster Fr. Mamerow, K. Vorsteher Erbpächter Joh. Ehmcke, Erbpächter Friedr. Soltwedel.“
Die Anschaffung des Altarbildes aus klösterlichen Mitteln zur Ausschmückung der Kirche wurde am 16. November 1859 auf dem Landtag zu Sternberg gelobt und als gelungen bezeichnet.

#### Kanzel
Die eichene Kanzel im Bauernbarock von 1689 steht auf einem hölzernen Fuß und zeigt am Kanzelkorb manieristische, überschlanke Schnitzfiguren der vier Evangelisten und am Schalldeckel Christus als Triumphator. Sie trägt folgende Aufschrift: „Herr Hanß Jacob Brandt, Verwalter allhie, und seine Frau Armgard Dorothea Schnepels haben diese Kanzel Gott zu Ehren und dieser Kirche zur Zierde neu erbauen nd. ausstavieren lassen. ANNO 1689.“
Die alte Kanzel wurde an die Kirche in Garwitz verkauft.
Im Jahr 2022 wurde durch den Diplom-Restaurator Andre Streich die Christusfigur auf der Kanzel restauriert.

#### Triumphkreuzgruppe
Im Triumphbogen ist eine Kreuzigungsgruppe aus der Zeit um 1500 angebracht, die ein qualitätvoll geschnitztes Kruzifix mit den vier Evangelistensymbolen zeigt. Unter dem großen Kreuz stehen Maria und Johannes. Der Weg zum Altar führt unweigerlich unter dem Kreuz hindurch. Nach dem Brandschaden 2021 an der Kanzel erfolgte 2022 durch den Diplom-Restaurator Andre Streich aus Potsdam die komplette farbliche Restaurierung des Triumphkreuzes.

#### Tauffünte
Noch 1784 befand sich ein hölzerner, achteckiger Taufstein im Chor. Er war aufwendig furniert, mit Säulen, Knauf und einem schweren Deckel versehen. Auf der zinnernen Taufschale war der Name des Spenders eingraviert: „Ahrend Kalsow, 30 jähriger Küchenmeister beym Closter Amt Dobbertin 1691“. Da er für den Gebrauch zu unbequem und schadhaft war, wurde er in die Ecke gestellt und man bediente sich zu Taufhandlungen einer einfachen Schale auf den Schranken des Altars. Nach der Kirchen-Rechnung von 1693 wurde die alte Taufe nach Garwitz verkauft.
Heute steht hinter der Kanzel im Chor ein einfacher, schmuckloser um 1900 aus Beton in Serie gefertigter Taufstein.

#### Orgel

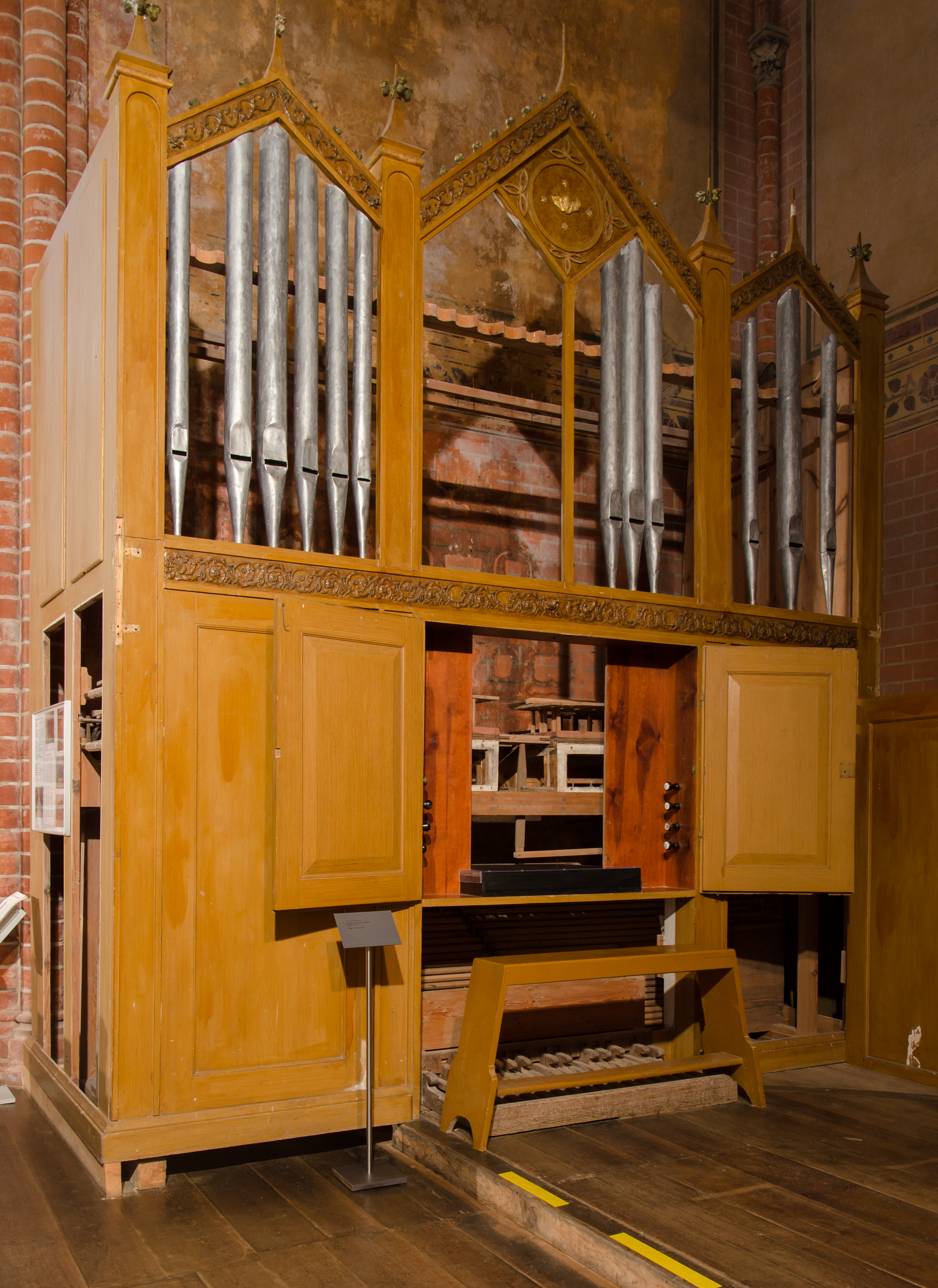
Prospekt und Rest der Orgel von 1856, Zustand 2002

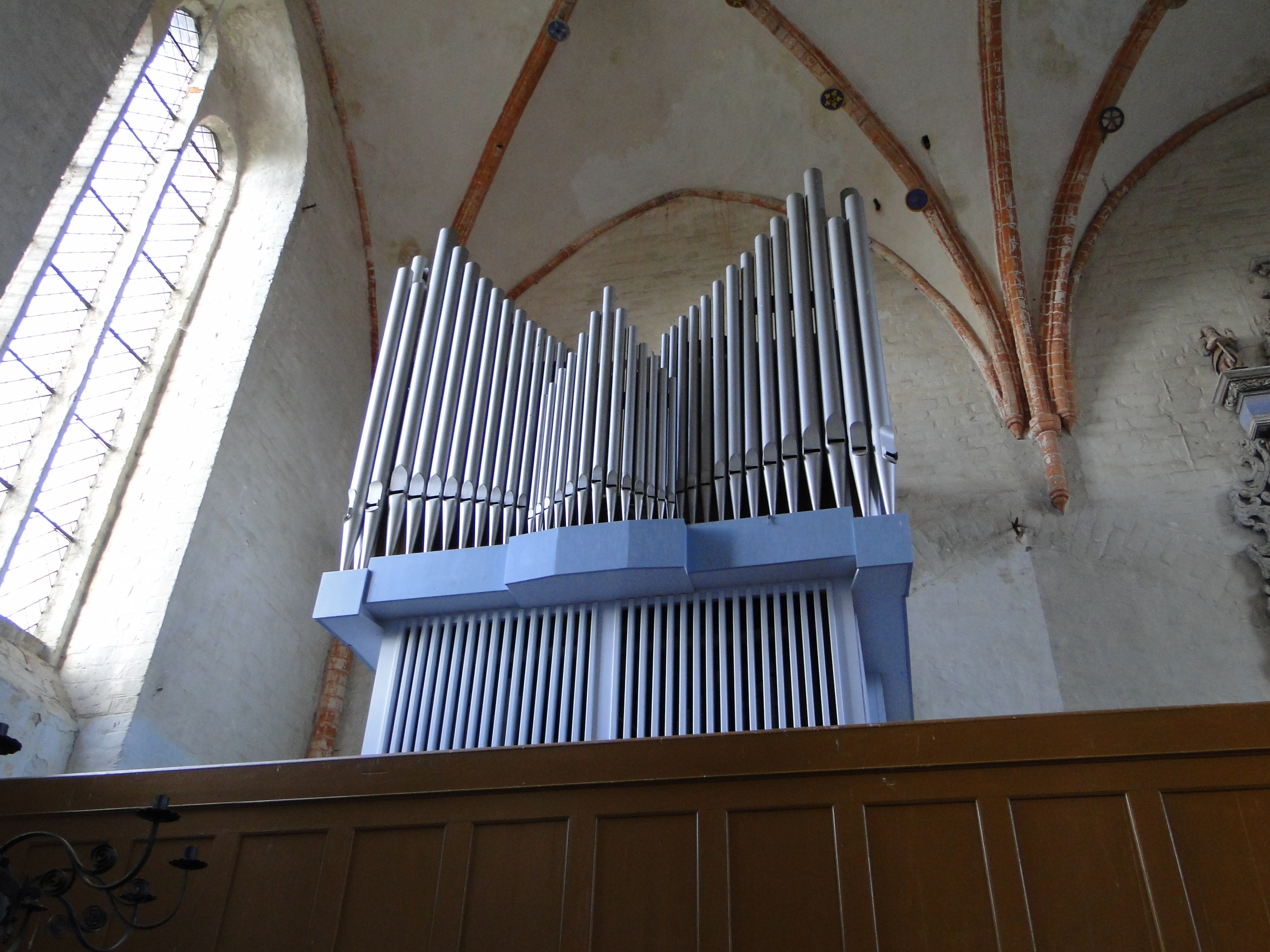
Neue Orgel aus Sexbierum (Niederlande), 2012

1854 bat Pastor Johann Heinrich Birkenstaedt die Dobbertiner Klostervorsteher mit Bewilligung des Patronats das Klingelbeutel-Geld der Kirche in Mestlin für die Anschaffung einer Orgel zu sammeln. Auch sollte das nötige Material von der alten Schmidt-Orgel der Dobbertiner Klosterkirche der Mestliner Kirche überlassen werden. Am 18. November 1856 konnten die Klostervorsteher auf dem Landtag zu Malchin berichten, dass sich die Gemeinde nach Aufstellung der Orgel unter Benutzung eines Teils der früheren in der Dobbertiner Klosterkirche befindlichen Orgel durch ein gutes Orgelspiel des vor zwei Jahren angestellten Küsters Johann Friedrich Theodor Mamerow erfreue. 1866 erfolgte eine Reparatur durch den Orgelbauer Ernst Sauer aus Friedland. Nach dem Zweiten Weltkrieg wurde die Orgel in den Maitagen 1945 zerstört, Orgelpfeifen entwendet und war nicht mehr spielbar. Der Prospekt und die Reste der ehemaligen Schmidt-Orgel befinden sich seit 2002 im Mecklenburgischem Orgelmuseum im Kloster Malchow.
Seit 2003 erklingt wieder eine Orgel. Sie ist ein Werk mit Freipfeifenprospekt von Leon Verschueren aus dem Jahr 1949 und stand in der Kirche zu Sexbierum in den Niederlanden. Die Orgel besitzt elf Register auf zwei Manualen und Pedal mit 684 Pfeifen. Der Spieltisch befindet sich einige Meter neben dem Prospekt. Sie ist ein Geschenk der Partnergemeinde aus Sexbierum mit ihrem Kantor Gerrit de Vries und wurde mit einem Unterbau durch den Orgelbaumeister Wolfgang Nußbücker vom Mecklenburger Orgelbau aus Plau aufgestellt, die seit 1999 Orgelbaumeister Andreas Arnold leitet. Am 14. Juni 2003 fand die Orgelweihe durch den Oberkirchenrat Andreas Flade aus Schwerin statt. An der Orgel spielte der niederländische Kantor Gerrit de Vries, der von der niederländischen Sixtuskantorei aus Sexbierum begleitet wurde. Nach 58 Jahren hat die Mestliner Kirche wieder eine spielbare Orgel.

#### Glasfenster
In einigen Fenstern wurden 1877 und 1878 große rechteckige Glasscheiben, die in der Dobbertiner Klosterkirche ausgebaut wurden, hier eingesetzt.

#### Glocken
Bis zum Zweiten Weltkrieg waren zwei Bronzeglocken im Mestliner Kirchturm. Die größere Glocke von 1,23 m Durchmesser von 1683 trug in der Inschrift folgende Namen: Klosterhauptmann Christoph Friedrich von Jasmund, Küchenmeister Ahrend Kalsow, Pastor Johannes Simones, Kirchenjuraten Joachim Kurdes und Johann Soltwedel sowie Gießer Vites Siebenbaum aus Schwerin. Die Reichsstelle für Metalle ließ am 21. Januar 1942 durch die Kreishandwerkerschaft Parchim die Bronzeglocke von 1.120 kg abnehmen und für Rüstungszwecke nach Hamburg-Harburg abtransportieren.
Die kleinere 1776 durch Johann Valentin Schulz aus Rostock umgegossene Glocke von 0,97 m Durchmesser war zuvor ohne Umschrift und Jahreszahl. Beim Einläuten bekam sie einen Riss, verlor an Klang und wurde durch die Mestlier Bauern nach Rostock zum Umguss und zurücktransportiert. Die Inschrift enthält folgende Namen: Herr Adam Philipp Mathias von Flotow auf Reetz, Herr Adolph Friedrich von Raven auf Golchen, Klosterhauptmann Hans Friedrich von Krakevitz auf Briggow, Küchenmeister Carl Friedrich Friese, Pastor Johann Clamor Buchholz, Kirchenjuraten Joachim Christoph Sommer und Johann Soltwedel, Gießer Johann Valentin Schulz aus Rostock. Der Mestliner Schmiedemeister Johan Franz Harder erarbeitet eigenhändig die Beschläge und brachte die Glocke in Gang, die auch am 20. Januar 1777 zu seiner Beerdigung läutete.  Die Glocke befindet sich heute in Hohen Pritz.
Zwei wertvolle Glocken aus dem späten Mittelalter, die 1989 aus der Dorfkirche Ruest nach Mestlin kamen, bilden das Geläut. Die große Glocke von 1,01 m Durchmesser wurde 1389 gegossen. Sie ist mit einliniger Majuskelinschrift versehen und hat den Ton gis1-1. Auf der Inschrift ist der Name des damaligen Kirchherrn zu Mestlin Johann Wytz zu lesen.
Die kleinere Glocke von 0, 81 m Durchmesser hat den Ton a1+7 und wurde 1511 von Heinrich von Kampen gegossen. Auf der Inschrift ist der Name Hendrick van campen zu lesen.
Kaum bekannt ist, dass es seit 1770 schon eine Läuteordnung gegeben hat, die der Dobbertiner Küchenmeister Carl Friedrich Friese am 10. Juli 1770 den Pastoren der Patronatskirchen übermittelte. Nach der Beerdigung eines Klosterhauptmanns und der Provisoren war das observanzmäßige Trauergeläut in allen Kirchen des klösterlichen Patronats vier Wochen lang morgens von acht bis neun und nachmittags von eins bis zwei durchzuführen. Für Frau Domina wurden die Glocken vier Wochen lang nur einmal geläutet. Nach dem erfolgten Tode vom Landrat Hans Diedrich Wilhelm von Blücher, der 41 Jahre Provisor im Klosteramt war, veranlasste der Klosterhauptmann Julius Otto Freiherr von Maltzan am 6. Februar 1861 den Pastor Heinrich Birkenstaedt, das Trauergeläut regelmäßig durchzuführen.

#### Grabplatten
Im Chor und unmittelbar davor im Kirchenschiff liegen mehrere Grabplatten, die erst bei der Kirchenrestaurierung 1859 dorthin verlegt wurden. Folgende Namen sind aus den Inschriften zu entnehmen. Pastor Johann Simonis (1621–1705) und seine Ehefrau Sophia Zander (1625–1700). Pastor Andreas Petri (1657–1705) und seine Ehefrau Margareta Simonis (1661–1722). Lorenz Frahm (1715) und seine Ehefrau Dorothea Weber. Pächter Hans Brandt (1674) und seine Frau Catharina Lüneburg (1686). Frau Armgard Brandt, geborenen Schnepel (1650–1699). Johann Petri (1689–1690). Martin Christian Petri (1698–1698). Elsabe Simonis(1763–1780). Jobst Johann Petri (1694–1694).

## Pastoren
Namen und Jahreszahlen bezeichnen die nachweisbare Erwähnung als Pastor.
- erwähnt 1352 Hermann von Gutzstrow, Priester.[49]
- erwähnt 1352 Heinrich Praemule/Hinrich Pramitten, Kirchherr zu Mestlin.
- 1381–1389 Rektor Johann Wytz/Wylz, Kirchherr zu Mestlin und Ruest.[50]
- erwähnt 1439 Andreas Altona, Priester und Vikar (Vicarius) zu Mestlin.
- erwähnt 1447 Peter Winklers, Kirchherr (Kerckherr).[51]
- erwähnt 1511 Heinrich von Campen.
- 1541–1557 Joachim Harney „… war ein alter schwacher und anderwerts entlassener Mess Pfaffe, ganz untüchtig, da er den Katechismus nicht kannte und von der Lehre nichts verstand.“[52]
- erwähnt 1569 Nikolaus Georgi aus dem Dittmarschen „war auf Bitte des Dobbertiner Klosterhauptmann Joachim von Oldenburg nach Zustimmung durch Herzog Ulrich auch ohne bestandenem Examen eingesetzt worden, da sein Vorgänger wegen Ehebruchs des Landes verwiesen wurde.“[53]
- erwähnt 1569 Jacob Sassen, „er war ohne Vorwissen und Examinierung als Pastor in Mestlin eingedrungen und wurde wegen Verbrechens und Ehebruch der Pfarre und des Landes verwiesen“.[54]
- 1570–1584 Johann Leonisius aus Parchim, mit 28 Jahren erster evangelischer Prediger, auch in Spornitz genannt.
- 1585–1615 Andreas Schnepel aus Sternberg.
- 1616–1616 Andreas Duncker aus Rostock, starb gleich nach seiner Amtseinführung.
- 1617–1638 Bartholomäus/Bartolomaeus Simonis aus Malchow, flüchtete 1638 nach Parchim und starb dort an der Pest.[55]
- 1638–1645 durch Kriegsereignisse keine Gottesdienste durchgeführt und kein Kirchenacker bestellt.
- 1645–1688 Johann/Johannes Simonis aus Mestlin, wohnte im Vicarien-Katen in Ruest, da das Pfarrhaus in Mestlin zerstört war.[56]
- 1688–1705 Andreas Petri aus Seehausen in der Altmark, seit 1680 Kantor in Sternberg: „ein Mann guter Wissenschaft, munterem Wesen und anständigen Sitten.“ Er verfasste ein Büchlein mit Pfarr-Nachrichten.[57]
- 1705–1706 Pastorenstelle nicht besetzt.
- 1706–1716 Georg Brennecke aus Parchim.[58]
- 1717–1753 Carl Helmuth Neander, auch Präpositus.[59]
- 1754–1793 Johann Clamor Buchholz, schreibt 1784 die Buchholz-Chronik zu den Kirchen in Mestlin und Ruest.[60]
- 1793–1816 Johann Adam Schulz aus Egeln bei Halberstadt.
- 1816–1829 Martin Joachim Jakob Heydemann aus Lexow bei Malchow.
- 1830–1871 Wilhelm Johann Heinrich Birkenstaedt aus Granzin, 1856 Vertretung in Dobbertin.
- 1872–1895 Ludwig Heinrich Hunzinger, vorher in Dreilützow.
- 1895–1918 Karl Axel Walter, Pastorensohn aus Alt Meteln.
- 1926–1927 Friedrich August Alexander Wehner, aus Rehna, war vorher Pastor in Kladrum.
- 1933–1938 Otto Richard Karl Ulrich Schmidt, danach in Kladrum.[61]
- 1939–1974 Friedrich Heise
- 1974–1983 Vakanz
- 1983–1992 Matthias Ortmann
- 1993–2005 Jens Krause, danach Neukloster, jetzt Dorf Mecklenburg.
- 2005 aktuell Kornelius Taetow.

## Heutige Kirchengemeinde
Die Evangelisch-Lutherische Kirchengemeinde Mestlin umfasst die Orte Dinnes, Groß Niendorf mit Kirche, Hohen Pritz mit Kirche, Klein Pritz, Kukuk, Mestlin mit Kirche, Mühlenhof (Techentin), Ruest mit Dorfkirche Ruest  und Vimfow. Die Kirchgemeinde Mestlin mit Pfarrsitz ist seit 1985 mit der Kirchgemeinde Techentin und seit 2006 mit der Kirchengemeinde Kladrum verbunden.

### Gedruckte Quellen
- Mecklenburgisches Urkundenbuch (MUB)
- Mecklenburgische Jahrbücher (MJB)

### Ungedruckte Quellen
Landeshauptarchiv Schwerin (LHAS)
- LHAS 1.5-4/3 Urkunden Kloster Dobbertin.
- LHAS 2.12-2/4 Regierungskollegien und Gerichte.
- LHAS 2.12-3/5 Kirchenvisitationen. Nr. 22.
- LHAS 3.2-3/1 Landeskloster/Klosteramt Dobbertin.
- LHAS 3.2-4 Ritterschaftliche Brandversicherungsgesellschaft.
- LHAS 5.11-2 Landtagsverhandlungen, Landtagsversammlungen, Landtagsprotokolle und Landtagsausschuß.
- LHAS 10.9 LA Nachlass Lorenz, Adolf Friedrich. 1884–1962, Mappe 6, Baupläne Kirche, Grundriss, Seitenansicht 1946, Chorgiebel 1953.

Landeskirchliches Archiv Schwerin (LKAS)
- LKAS, OKR Schwerin, Specialia, Abteilung 3.
- LKAS, OKR Schwerin, Personalia und Examina

Landesamt für Kultur und Denkmalpflege Mecklenburg-Vorpommern (LAKD)
- LfD, Archiv, Mestlin Nr. 1172.